# 粕渕功
粕渕 功（かすぶち いさお、1962年1月25日 - ）は、日本の公取官僚。公正取引委員会事務総局官房総括審議官を経て、公正取引委員会経済取引局長。

## 人物・経歴
滋賀県大津市出身。滋賀県立膳所高等学校を経て、滋賀大学経済学部卒業。1984年公正取引委員会事務局入局、官房総務課配属。1993年在アメリカ合衆国日本国大使館二等書記官。1994年在アメリカ合衆国日本国大使館一等書記官。1998年公正取引委員会事務総局官房総務課審決訟務室長。2000年公正取引委員会事務総局経済取引局取引部取引企画課相談指導室長。2002年経済産業省商務情報政策局消費経済部消費経済対策課長。2004年公正取引委員会事務総局経済取引局取引部企業取引課長。
下請代金支払遅延等防止法改正などにあたり、公正取引委員会事務総局経済取引局取引部消費者取引課長、公正取引委員会事務総局官房人事課長、公正取引委員会事務総局経済取引局取引部長等を経て、2018年公正取引委員会事務総局官房総括審議官。2020年公正取引委員会事務総局経済取引局長。2021年公正取引協会常務理事。

## 著書
- 『大規模小売業告示の解説 : 独占禁止法による優越的地位の濫用規制』商事法務 2005年
- 『下請法の実務 : 改正下請法の逐条解説とQ&A』（編著）公正取引協会 2006年
- 『下請法の実務 [第3版]』（杉山幸成と共編著）公正取引協会 2010年